# 維什涅韋 (日托米爾區)
50°8′45″N 28°35′42″E / 50.14583°N 28.59500°E
維什涅韋（烏克蘭語：Вишневе），是烏克蘭北部的村莊，隸屬日托米爾州的日托米爾區。該村面積0.06平方公里，海拔高度231米，2001年人口131，人口密度每平方公里2,381.82人。